# Monte Siple
El monte Siple es un volcán en escudo potencialmente activo de la Antártida. Tiene una altitud de 3110 m y domina el sector noroeste de la isla Siple, la cual se encuentra separada de la costa Bakutis, de la tierra de Marie Byrd, por la barrera de hielo Getz. Su aspecto joven es un fuerte indicio de que su última erupción fue durante el Holoceno. Se encuentra coronado por una caldera que mide 4 km x 5 km, y posee conos de tefra en el sector bajo de sus laterales. Su gran volumen de 1800 km³ es comparable al del monte Erebus.
El monte Siple fue nombrado en honor a Paul A. Siple (1908-1968), un explorador y geógrafo antártico norteamericano que participó de seis expediciones antárticas, incluidas las dos expediciones Byrd de 1928-1930 y 1933-1935 (costa Siple, isla Siple). Estuvo a cargo de la base Oeste del US Antarctic Service (USAS), 1939-1941, y fue navegante en todos los principales vuelos de exploración desde la base, incluido el vuelo en el cual se descubrió el monte Siple. Fue el representante senior de la US Army en la Operación Highjump, 1946-1947; como director de proyectos científicos participó en las etapas de planificación para el Año Geográfico Internacional por parte de Estados Unidos; y fue el científico líder en la inauguración de la Base Amundsen-Scott en el período 1956-1957.
Es probable que la montaña haya sido ascendida, pero no hay registros conocidos de dicha acción. Si no hubiera sido ascendida, sería una de las montañas más prominentes del mundo que quedan por ascender.
El monte Siple recibe muy poca publicidad a causa de su ubicación y ha recibido menos visitas que muchos otros volcanes remotos en su vecindad.